# Liste des épisodes de Summer Break Stories
Summer Break Stories est une série télévisée qui parle d'un groupe d'amis qui passe un été rythmé par le travail, les histoires d'amours et les passions.

## Saison 1
La  première saison de Summer Break Stories a été diffusée du 19 août au 31 octobre 2012 sur Disney Channel en Israël. En France, elle a été diffusée pour la première fois sur Disney Channel le 30 juin 2014 au 4 septembre 2014.

### Résumé
Dana est une amie des filles qui est parti vivre en Italie et qui communique avec elles par Webcam. Les filles essayent de gagner de l'argent pour aller la voir en Italie.
Tamara est une fille passionnée par la danse et amoureuse de Jo. Daphné est une chanteuse repérée par Sharon. Elle est clairement attirée par Dean Lahav.
Eleonor adore tout organiser. Elle a travaillé au milkshake avant de partir au café Nona mais elle y retourne peu après.
Karine est la cousine de Tamara. Elle adore faire du shopping. Elle est amoureuse de Tom qui l'aide à retrouver son père.

### Acteurs principaux
- Lihi Kornowski (V.F. : Laëticia Lénart) : Tamara Golan
- Carmel Lotan (V.F. : Nancy Philippot) : Daphne Carmon
- Silvan Presler (V.F. : Valéry Bendjilali) : Tom Wexler
- Gaya Gur Arie (V.F. : Séverine Cayron) : Eleonor Wexler
- Gefen Barkai (V.F. : Sylvain Pottiez) : Jo (Gur en VO)
- Michaela Elkin (V.F. : Cécile Florin) : Karine Kramer
- Noel Berkovitch (V.F. : Claire Tefnin) : Dana Treslan

| N°    | Titre italien                | Titre français                 | Diffusion en Italie | Diffusion en France |
| ----- | ---------------------------- | ------------------------------ | ------------------- | ------------------- |
| 1     | Vacanze impegnative          | Des vacances bien remplies     | 1er juillet 2013    | 30 juin 2014        |
| 2     | L'ospite                     | Une invitée de marque          | 2 juillet 2013      | 1er juillet 2014    |
| 3     | Il bikini perfetto           | Le maillot de bain idéal       | 3 juillet 2013      | 2 juillet 2014      |
| 4     | Il concerto                  | Le concert                     | 4 juillet 2013      | 3 juillet 2014      |
| 5     | La sorpresa                  | Surprises et peines de cœur    | 5 juillet 2013      | 4 juillet 2014      |
| 6     | Il mercatino delle occasioni | Rupture et occasion            | 8 juillet 2013      | 7 juillet 2014      |
| 7     | Sofferenze d'amore           | Chagrin d'amour                | 9 juillet 2013      | 8 juillet 2014      |
| 8     | L'unione fa la forza         | L'union fait la force          | 10 juillet 2013     | 9 juillet 2014      |
| 9     | Festa per la proiezione      | Le clip                        | 11 juillet 2013     | 10 juillet 2014     |
| 10    | Allenatore personale         | La fête de projection          | 12 juillet 2013     | 11 juillet 2014     |
| 11    | Giornata di sorprese         | L'entraineur particulier       | 15 juillet 2013     | 14 juillet 2014     |
| 12    | Audizione                    | L'audition                     | 16 juillet 2013     | 15 juillet 2014     |
| 13    | Giornata di sorprese         | Une journée pleine de surprise | 17 juillet 2013     | 16 juillet 2014     |
| 14    | Indagine                     | Une seconde chance             | 18 juillet 2013     | 17 juillet 2014     |
| 15    | Primi appuntamenti           | Sortie à quatre                | 19 juillet 2013     | 18 juillet 2014     |
| 16    | Il prezzo del successo       | Le prix du succès              | 22 juillet 2013     | 21 juillet 2014     |
| 17    | Equivoci                     | Malentendus                    | 23 juillet 2013     | 22 juillet 2014     |
| 18    | L'invito                     | Le concert                     | 24 juillet 2013     | 23 juillet 2014     |
| 19    | Buon compleanno              | L'anniversaire                 | 25 juillet 2013     | 24 juillet 2014     |
| 20    | Il viaggio                   | Le voyage                      | 26 juillet 2013     | 25 juillet 2014     |
| 21-22 | Vacanze a Eilat              | La rencontre                   | 27 juillet 2013     | 28-29 juillet 2014  |
| 23    | Solo amici                   | Notre secret                   | 11 septembre 2013   | 30 juillet 2014     |
| 24    | La tirocinante               | Talents et faiblesses          | 12 septembre 2013   | 31 juillet 2014     |
| 25    | Star per un giorno           | Une journée avec mes fans      | 13 septembre 2013   | 1er août 2014       |
| 26    | Nona VS Milkshake            | Le dilemme                     | 16 septembre 2013   | 4 août 2014         |
| 27    | I dubbi di Tamar             | Question de confiance          | 17 septembre 2013   | 5 août 2014         |
| 28    | L'ammiratore                 | L'admirateur secret            | 18 septembre 2013   | 6 août 2014         |
| 29    | L'incontro                   | Un nouveau malentendu          | 19 septembre 2013   | 7 août 2014         |
| 30    | L'anello                     | La bague                       | 20 septembre 2013   | 8 août 2014         |
| 31    | L'intervista                 | L'interview                    | 23 septembre 2013   | 11 août 2014        |
| 32    | Strategie d'amore            | Secrets et découvertes         | 24 septembre 2013   | 12 août 2014        |
| 33    | Un vecchio amore             | Un ancien amour                | 25 septembre 2013   | 13 août 2014        |
| 34    | La cena                      | Le diner                       | 26 septembre 2013   | 14 août 2014        |
| 35    | Il passaporto                | Le passeport                   | 27 septembre 2013   | 15 août 2014        |
| 36    | Lezione privata              | Le cours particulier           | 30 septembre 2013   | 18 août 2014        |
| 37    | La produttrice               | La productrice                 | 1er octobre 2013    | 19 août 2014        |
| 38    | La gara di surf              | La compétition de surf         | 2 octobre 2013      | 20 août 2014        |
| 39    | Il diario                    | Le journal intime              | 3 octobre 2013      | 21 août 2014        |
| 40    | L'esame                      | L'examen                       | 4 octobre 2013      | 22 août 2014        |
| 41    | L'ispirazione                | Inspirations et révélations    | 7 octobre 2013      | 25 août 2014        |
| 42    | La surfista                  | Leçon de surf                  | 7 octobre 2013      | 26 août 2014        |
| 43    | Sceneggiatura                | Le script                      | 8 octobre 2013      | 27 août 2014        |
| 44    | La sorpresa                  | Le choix de Daphné             | 8 octobre 2013      | 28 août 2014        |
| 45    | La valigia                   | La chance de Tamara            | 9 octobre 2013      | 29 août 2014        |
| 46    | La pubblicita                | Le contrat                     | 9 octobre 2013      | 1er septembre 2014  |
| 47    | Prova generale               | Dernière chance                | 10 octobre 2013     | 2 septembre 2014    |
| 48    | Milano                       | Voyage à Milan                 | 10 octobre 2013     | 3 septembre 2014    |
| 49-50 | Amicizie ritrovate           | Une amitié en danger           | 10 octobre 2013     | 4-5 septembre 2014  |

## Saison 2
La deuxième saison de Summer Break Stories a été diffusée du 18 août au 29 octobre 2013 sur Disney Channel en Israël. En France, elle n'a pas été pas annoncée.

### Acteurs principaux
- Lihi Kornowski (V.F. : Laëticia Lénart) : Tamara Golan
- Carmel Lotan (V.F. : Nancy Philippot) : Daphne Carmon
- Rum Barnea : Dean Lahav
- Gaya Gur Arie (V.F. : Séverine Cayron) : Eleonor Wexler
- Gefen Barkai (V.F. : Sylvain Pottiez) : Jo (Gur en VO)
- Noel Berkovitch (V.F. : Claire Tefnin) : Dana Treslan
- Michaela Elkin (V.F. : Cécile Florin) : Karine Kramer

## Voir Aussi